# Cocalinho
Cocalinho là một đô thị thuộc bang Mato Grosso, Brasil. Đô thị này có diện tích 16538,832 km², dân số năm 2007 là 5840 người, mật độ 0,35 người/km².